# Recilia glabra
Recilia glabra är en insektsart som beskrevs av Cai och Britton. Recilia glabra ingår i släktet Recilia och familjen dvärgstritar. Inga underarter finns listade i Catalogue of Life.